# Odontopera dicyrta
Odontopera dicyrta là một loài bướm đêm trong họ Geometridae.